# 詹姆斯·罗伯茨 (游泳运动员)
詹姆斯·羅伯茨（英語：James Roberts；1991年4月11日—）是一位澳大利亞游泳運動員。他在世界游泳錦標賽上贏得過一枚金牌和一枚銀牌。他也代表澳大利亞參加了2012年奧運會。